# Discografia de Beast
Essa é a discografia do grupo sul-coreano B2ST que fez sua estreia no KBS Music Bank em 16 de outubro de 2009 com seu single Bad Girl, e desde então está presente no mundo da música. O grupo além de seus álbuns e singles também esteve bem presentes em  trilhas sonoras de dramas coreanos.

## Álbuns

### Álbuns de Estúdio
| Título                                                                                   | Informação do Álbum | Melhores posições nas paradas | Melhores posições nas paradas | Vendas                         |
| Título                                                                                   | Informação do Álbum | KOR                           | JPN                           | Vendas                         |
| Coreano                                                                                  | Coreano | Coreano                       | Coreano                       | Coreano                        |
| ---------------------------------------------------------------------------------------- | --- | ----------------------------- | ----------------------------- | ------------------------------ |
| Fiction and Fact                                                                         | - Lançamento: 17 de maio de 2011 - Gravadoras: Cube Entertainment e Universal Music Group - Formatos: CD e Download digital  | 1                             | —                             | - KOR: 167,367+ - JPN: 3,806+  |
| Hard to Love, How to Love                                                                | - Lançamento: 19 de julho de 2013 - Gravadoras: Cube Entertainment e Universal Music Group - Formatos: CD e Download digital | 1                             | 18                            | - KOR: 110,352+ - JPN: 16,772+ |
| Highlight                                                                                | - Lançamento: 4 de julho de 2016 - Gravadoras: Cube Entertainment e Universal Music Group - Formatos: CD e Download digital  | 1                             | 52                            | - KOR: 77,306+ - JPN: 1,455+   |
| Japonês                                                                                  | |                               |                               |                                |
| So Beast                                                                                 | - Lançamento: 10 de agosto de 2011 - Gravadora: Far Eastern Tribe Records - Formatos: CD e Download digital                  | 28                            | 3                             | - JPN: 73,219+ - KOR: 3,000+   |
| Guess Who?                                                                               | - Lançamento: 16 de março de 2016 - Gravadora: Far Eastern Tribe Records - Formatos: CD e Download digital                   | —                             | 2                             | - JPN: 22,316+                 |
| "—" indica lançamentos que não figuraram nas paradas ou não foram lançados nessa região. | |                               |                               |                                |

### Extended plays
| Título                                                                                   | Detalhes do álbum | Melhores posições nas paradas | Melhores posições nas paradas | Vendas                         |
| Título                                                                                   | Detalhes do álbum | KOR                           | JPN                           | Vendas                         |
| Coreano                                                                                  | Coreano | Coreano                       | Coreano                       | Coreano                        |
| ---------------------------------------------------------------------------------------- | --- | ----------------------------- | ----------------------------- | ------------------------------ |
| Beast Is the B2ST                                                                        | - Lançamento: 14 de outubro de 2009 - Gravadoras: Cube Entertainment - Formatos: CD e Download digital                                   | 7                             | —                             | - KOR: 55,257+                 |
| Shock of the New Era                                                                     | - Lançamento: 1 de março de 2010 - Gravadoras: Cube Entertainment e Universal Music Group - Formatos: CD e Download digital              | 2                             | —                             | - KOR: 77,051+                 |
| Mastermind                                                                               | - Lançamento: 28 de setembro de 2010 - Gravadoras: Cube Entertainment, Universal Music Group e Jakorea - Formatos: CD e Download digital | 2                             | —                             | - KOR: 64,071+                 |
| Lights Go On Again                                                                       | - Lançamento: 9 de novembro de 2010 - Gravadoras: Cube Entertainment, Universal Music Group e Jakorea - Formatos: CD e Download digital  | 1                             | —                             | - KOR: 82,542+                 |
| My Story                                                                                 | - Lançamento: 21 de dezembro de 2010 - Gravadoras: Cube Entertainment, Universal Music Group e Jakorea - Formatos: CD e Download digital | —                             | —                             |                                |
| Midnight Sun                                                                             | - Lançamento: 22 de julho de 2012 - Gravadoras: Cube Entertainment e Universal Music Group - Formatos: CD e Download digital             | 1                             | 13                            | - KOR: 163,674+ - JPN: 24,679  |
| Good Luck                                                                                | - Lançamento: 16 de junho de 2014 - Gravadoras: Cube Entertainment e Universal Music Group - Formatos: CD e Download digital             | 1                             | 43                            | - KOR: 135,604 + - JPN: 6,733+ |
| Time                                                                                     | - Lançamento: 20 de outubro de 2014 - Gravadoras: Cube Entertainment e Universal Music Group - Formatos: CD e Download digital           | 1                             | 39                            | - KOR: 71,991+ - JPN: 4,736+   |
| Ordinary                                                                                 | - Lançamento: 27 de julho de 2015 - Gravadoras: Cube Entertainment e Universal Music Group - Formatos: CD e Download digital             | 1                             | 40                            | - KOR: 94,597+ - JPN: 2,168+   |
| "—" indica lançamentos que não figuraram nas paradas ou não foram lançados nessa região. | |                               |                               |                                |

### Álbuns de compilação
| Título                                                                                   | Detalhes do álbum | Melhores posições nas paradas | Vendas        |
| Japonês                                                                                  | Japonês | Japonês                       | Japonês       |
| ---------------------------------------------------------------------------------------- | --- | ----------------------------- | ------------- |
| BEAST - Japan Premium Edition                                                            | - Lançamento: 11 de novembro de 2010 - Gravadoras: Cube Entertainment e Universal Music Group - Formatos: CD e Download digital | 13                            | - JPN: 14,354 |
| BEAST Japan Best                                                                         | - Lançamento: 17 de setembro de 2014 - Gravadoras: Cube Entertainment e Universal Music Group - Formatos: CD e Download digital | 25                            | - JPN: 3,869  |
| "—" indica lançamentos que não figuraram nas paradas ou não foram lançados nessa região. | |                               |               |

## Singles
| Título                                                                                   | Ano  | Melhores posições nas paradas | Melhores posições nas paradas | Melhores posições nas paradas | Vendas                       | Álbum                     |
| Título                                                                                   | Ano  | KOR                           | JPN                           | Billboard J-Pop               | Vendas                       | Álbum                     |
| Cor                                                                                      | Cor  | Cor                           | Cor                           | Cor                           | Cor                          | Cor                       |
| ---------------------------------------------------------------------------------------- | ---- | ----------------------------- | ----------------------------- | ----------------------------- | ---------------------------- | ------------------------- |
| "Bad Girl"                                                                               | 2009 | 48                            | —                             | —                             |                              | Beast is the B2ST         |
| "Mystery"                                                                                | 2009 | 23                            | —                             | —                             | - KOR: 1,371,314             | Beast is the B2ST         |
| "Shock"                                                                                  | 2010 | 3                             | —                             | —                             | - KOR: 2,108,155             | Shock of the New Era      |
| "Breath"                                                                                 | 2010 | 4                             | —                             | —                             | - KOR: 1,614,957             | Mastermind                |
| "Beautiful"                                                                              | 2010 | 6                             | —                             | —                             | - KOR: 1,305,018             | Lights Go On Again        |
| "On Rainy Days"                                                                          | 2011 | 3                             | —                             | —                             | - KOR: 3,255,510             | Fiction and Fact          |
| "Fiction"                                                                                | 2011 | 5                             | —                             | —                             | - KOR: 3,271,273             | Fiction and Fact          |
| "I Knew It"                                                                              | 2012 | 1                             | —                             | —                             | - KOR: 1,961,842+            | Midnight Sun              |
| "Midnight"                                                                               | 2012 | 2                             | —                             | —                             | - KOR: 1,658,534+            | Midnight Sun              |
| "Beautiful Night"                                                                        | 2012 | 3                             | —                             | —                             | - KOR: 1,813,239+            | Midnight Sun              |
| "Will You Be Alright?"                                                                   | 2013 | 1                             | —                             | —                             | - KOR: 707,681+              | Hard to Love, How to Love |
| "I'm Sorry"                                                                              | 2013 | 4                             | —                             | —                             | - KOR: 421,537+              | Hard to Love, How to Love |
| "Shadow"                                                                                 | 2013 | 2                             | —                             | —                             | - KOR: 766,306+              | Hard to Love, How to Love |
| "No More"                                                                                | 2014 | 1                             | —                             | —                             | - KOR: 483,140+              | Good Luck                 |
| "Good Luck"                                                                              | 2014 | 1                             | —                             | —                             | - KOR: 705,909+              | Good Luck                 |
| "12:30"                                                                                  | 2014 | 2                             | —                             | —                             | - KOR: 1,098,060+            | Time                      |
| "Gotta Go to Work"                                                                       | 2015 | 4                             | —                             | —                             | - KOR: 518,862+              | Ordinary                  |
| "YeY"                                                                                    | 2015 | 3                             | —                             | —                             | - KOR: 409,123+              | Ordinary                  |
| "Butterfly"                                                                              | 2016 | 8                             | —                             | —                             | - KOR: 305,432+              | Highlight                 |
| "Ribbon"                                                                                 | 2016 | 4                             | —                             | —                             | - KOR: 512,121+              | Highlight                 |
| Japonês                                                                                  |      |                               |                               |                               |                              |                           |
| "Shock"                                                                                  | 2011 | 4                             | 2                             | 5                             | - JPN: 60,486+ - KOR: 3,972+ | So Beast                  |
| "Bad Girl"                                                                               | 2011 | —                             | 3                             | 10                            | - JPN: 55,588+               | So Beast                  |
| "Midnight"                                                                               | 2012 | —                             | 6                             | 34                            | - JPN: 26,042+               | BEAST Japan Best          |
| "Sad Movie"                                                                              | 2013 | —                             | 10                            | 49                            | - JPN: 17,475+               | BEAST Japan Best          |
| "Adrenaline"                                                                             | 2014 | —                             | 5                             | 37                            | - JPN: 33,598+               | BEAST Japan Best          |
| "Kimi wa Dou?"                                                                           | 2014 | —                             | 2                             | 4                             | - JPN: 67,458+               | —                         |
| "One"                                                                                    | 2015 | —                             | 9                             | 39                            | - JPN: 21,681+               | Guess Who?                |
| "Hands Up"                                                                               | 2015 | —                             | 4                             | 13                            | - JPN: 39,009+               | Guess Who?                |
| "Can't Wait to Love You"                                                                 | 2015 | —                             | 10                            | —                             | - JPN: 22,885+               | Guess Who?                |
| "This Is My Life"                                                                        | 2015 | —                             | 9                             | 47                            | - JPN: 23,270+               | Guess Who?                |
| "#TBM"                                                                                   | 2015 | —                             | 21                            | —                             | - JPN: 11,475+               | Guess Who?                |
| "YeY"                                                                                    | 2015 | —                             | —                             | —                             | - JPN: 2,634+                | Guess Who?                |
| "Only One"                                                                               | 2015 | —                             | 39                            | —                             | - JPN: 9,451+                | Guess Who?                |
| "All Is in You"                                                                          | 2015 | —                             | —                             | —                             | - JPN: 4,897+                | Guess Who?                |
| "Saigo no Hitokoto"                                                                      | 2015 | —                             | 3                             | 6                             | - JPN: 37,986+               | Guess Who?                |
| "Stay Forever Young"                                                                     | 2015 | —                             | 11                            | 19                            | - JPN: 16,451+               | Guess Who?                |
| "Guess Who?"                                                                             | 2016 | —                             | 5                             | 12                            | - JPN: 20,473+               | Guess Who?                |
| "Freaking Cute"                                                                          | 2016 | —                             | 7                             | —                             | - JPN: 28,493                | Day/Night                 |
| "Whole Lotta Lovin"                                                                      | 2016 | —                             | 6                             | —                             | - JPN: 26,530                | Day/Night                 |
| "—" indica lançamentos que não figuraram nas paradas ou não foram lançados nessa região. |      |                               |                               |                               |                              |                           |

## Outras canções cartografadas
| Título                                                                                   | Ano     | Melhores posições nas paradas | Melhores posições nas paradas | Vendas          | Álbum                     |
| Título                                                                                   | Ano     | KOR                           | KOR K-Pop                     | Vendas          | Álbum                     |
| Coreano                                                                                  | Coreano | Coreano                       | Coreano                       | Coreano         | Coreano                   |
| ---------------------------------------------------------------------------------------- | ------- | ----------------------------- | ----------------------------- | --------------- | ------------------------- |
| "Take Care of My Girlfriend (Say No)"                                                    | 2010    | 28                            | —                             |                 | Shock of the New Era      |
| "Special"                                                                                | 2010    | 45                            | —                             |                 | Shock of the New Era      |
| "Just Before Shock"                                                                      | 2010    | 58                            | —                             |                 | Shock of the New Era      |
| "Clenching a Tight Fist"                                                                 | 2010    | 10                            | —                             |                 | Mastermind                |
| "V.I.U"                                                                                  | 2010    | 58                            | —                             |                 | Mastermind                |
| "Break Down"                                                                             | 2010    | 66                            | —                             |                 | Mastermind                |
| "Mastermind"                                                                             | 2010    | 72                            | —                             |                 | Mastermind                |
| "Easy (Sincere Version)"                                                                 | 2010    | 18                            | —                             |                 |                           |
| "Lights Go On Again"                                                                     | 2010    | 44                            | —                             |                 | Lights Go On Again        |
| "I Like You The Best"                                                                    | 2010    | 55                            | —                             |                 | Lights Go On Again        |
| "Lightless"                                                                              | 2010    | 61                            | —                             |                 | Lights Go On Again        |
| "I'm Sorry"                                                                              | 2010    | 66                            | —                             |                 | Lights Go On Again        |
| "When the Door Closes" (Doojoon e Dongwoon)                                              | 2010    | 20                            | —                             |                 | My Story                  |
| "Thanks To" (Junhyung e Yoseob)                                                          | 2010    | 46                            | —                             |                 | My Story                  |
| "Let It Snow" (Hyunseung e Gikwang)                                                      | 2010    | 87                            | —                             |                 | My Story                  |
| "The Fact"                                                                               | 2011    | 44                            | —                             | - KOR:231,599+  | Fiction and Fact          |
| "Back To You"                                                                            | 2011    | 50                            | —                             | - KOR:179,004+  | Fiction and Fact          |
| "You"                                                                                    | 2011    | 52                            | —                             | - KOR:138,805+  | Fiction and Fact          |
| "Though I Call Your Name"                                                                | 2011    | 62                            | —                             | - KOR:117,378+  | Fiction and Fact          |
| "Freeze"                                                                                 | 2011    | 63                            | —                             | - KOR:110,695+  | Fiction and Fact          |
| "Virus"                                                                                  | 2011    | 65                            | —                             | - KOR:104,612+  | Fiction and Fact          |
| " Lightless (Unplugged Ver.)"                                                            | 2011    | 87                            | —                             | - KOR:71,487+   | Fiction and Fact          |
| "When I Miss You"                                                                        | 2012    | 15                            | 22                            | - KOR:522,570+  | Midnight Sun              |
| "It's Not Me"                                                                            | 2012    | 24                            | 42                            | - KOR: 413,586+ | Midnight Sun              |
| "Dream Girl"                                                                             | 2012    | 32                            | 52                            | - KOR: 156,557+ | Midnight Sun              |
| "The Day You Rest"                                                                       | 2012    | 35                            | 62                            | - KOR: 150,307+ | Midnight Sun              |
| "How to Love"                                                                            | 2013    | 53                            | 22                            | - KOR: 100,264+ | Hard to Love, How to Love |
| "Be Alright"                                                                             | 2013    | 82                            | —                             | - KOR:48,201+   | Hard to Love, How to Love |
| "You're Bad"                                                                             | 2013    | 88                            | —                             | - KOR: 44,445+  | Hard to Love, How to Love |
| "Encore"                                                                                 | 2013    | 105                           | —                             | - KOR:38,402+   | Hard to Love, How to Love |
| "Intro"                                                                                  | 2013    | 173                           | —                             | - KOR:11,952+   | Hard to Love, How to Love |
| "Tonight, I'll Be At Your Side"                                                          | 2014    | 16                            | —                             | - KOR: 125,490+ | Good Luck                 |
| "Sad Movie (Versão coreana)"                                                             | 2014    | 18                            | —                             | - KOR: 144,639+ | Good Luck                 |
| "History"                                                                                | 2014    | 23                            | —                             | - KOR: 71,959+  | Good Luck                 |
| "Dance With U"                                                                           | 2014    | 24                            | —                             | - KOR:75,778+   | Good Luck                 |
| "We Up"                                                                                  | 2014    | 25                            | —                             | - KOR:124,017+  | Good Luck                 |
| "Drive"                                                                                  | 2014    | 15                            | —                             | - KOR:161,924+  | Time                      |
| "Close My Eyes"                                                                          | 2014    | 20                            | —                             | - KOR:149,469+  | Time                      |
| "It's All Good"                                                                          | 2014    | 22                            | —                             | - KOR:130,331+  | Time                      |
| "Stay"                                                                                   | 2014    | 25                            | —                             | - KOR:121,470+  | Time                      |
| "So Hot"                                                                                 | 2014    | 28                            | —                             | - KOR:97,326+   | Time                      |
| "See You There"                                                                          | 2015    | 36                            | —                             | - KOR: 67,064+  | Ordinary                  |
| "Suite Room"                                                                             | 2015    | 38                            | —                             | - KOR: 65,699+  | Ordinary                  |
| "Take It All"                                                                            | 2015    | 44                            | —                             | - KOR: 57,285+  | Ordinary                  |
| "Oh Honey"                                                                               | 2015    | 48                            | —                             | - KOR: 55,953+  | Ordinary                  |
| "When I"                                                                                 | 2016    | 47                            | —                             | - KOR: 62,885+  | Highlight                 |
| "Highlight"                                                                              | 2016    | 49                            | —                             | - KOR: 58,768+  | Highlight                 |
| "Come Out"(Yoseob)                                                                       | 2016    | 54                            | —                             | - KOR: 48,041+  | Highlight                 |
| "Lullaby"                                                                                | 2016    | 56                            | —                             | - KOR: 48,239+  | Highlight                 |
| "Practice"                                                                               | 2016    | 57                            | —                             | - KOR: 48,391+  | Highlight                 |
| "Curious"                                                                                | 2016    | 59                            | —                             | - KOR: 46,704+  | Highlight                 |
| "Baby It's You" (Doojoon e Gikwang)                                                      | 2016    | 66                            | —                             | - KOR: 38,062+  | Highlight                 |
| "Found You"(Junhyung)                                                                    | 2016    | 72                            | —                             | - KOR: 35,544+  | Highlight                 |
| "I'll Give You My Al"(Dongwoon)                                                          | 2016    | 88                            | —                             | - KOR: 29,062+  | Highlight                 |
| "Ribbon (Inst)"                                                                          | 2016    | 200                           | —                             | - KOR: 11,462+  | Highlight                 |
| "—" indica lançamentos que não figuraram nas paradas ou não foram lançados nessa região. |         |                               |                               |                 |                           |

## Colaborações
| Ano  | Título                      | Álbum                                 |
| ---- | --------------------------- | ------------------------------------- |
| 2010 | "Who's Next?" (com 4minute) | Hit Your Heart                        |
| 2011 | "Niji"                      | The Best Bang!! - Asia Limited Bang!! |
| 2011 | "Skinny Baby" (com A Pink)  | —                                     |

## Trilhas sonoras
| Ano  | Título           | Programa/Filme              |
| ---- | ---------------- | --------------------------- |
| 2009 | "Crazy"          | Attack the Gas Station 2    |
| 2010 | "Ready Go"       | Master of Study             |
| 2010 | "Loving U"       | All My Love                 |
| 2011 | "Because Of You" | My princess                 |
| 2012 | "Hateful Person" | Big                         |
| 2013 | "Black Paradise" | Iris II                     |
| 2015 | "Without You"    | Scholar Who Walks the Night |

## Outros sites
- (em coreano) BEAST Official website
- (em inglês) BEAST Official Facebook Page
- (em inglês) BEAST Official website English Version